# Rhodogastria amasis
Rhodogastria amasis (Cramer, [1779]), è un lepidottero appartenente alla famiglia Erebidae, endemica del Sudafrica.

## Descrizione

### Adulto
L'ala anteriore ha una colorazione di fondo bianca su entrambe le superfici, e presenta brevi tratti neri trasversali, sia sul margine costale, sia nella zona della cellula discoidale, ma non in prossimità dell'apice, né a livello del termen.

L'ala posteriore, che a riposo viene mantenuta parzialmente celata da quella anteriore, mostra essa pura una colorazione biancastra sulla pagina superiore, ma meno vivida; essa rivela una serie di piccole macchie nere, di varia dimensione e forma, a livello submarginale, dall'apice fin quasi alla zona del tornus. È inoltre visibile una macchia nera più grande, in corrispondenza della cellula discoidale. La pagina inferiore tende a tonalità comprese tra l'arancione e il giallo, pur presentando comunque macchie nere analoghe a quelle della pagina superiore.

Le antenne sono filiformi, non uncinate alle estremità, e di lunghezza pari a circa un terzo di quella della costa.

Il torace è ricoperto di fitta peluria bianca-giallastra, come nella congenere R. crokeri, ma rispetto a questa, le macchie puntiformi nere risultano più piccole e appena visibili.

L'addome è rosso vivo a livello dorsale, con sette evidenti bande nere trasversali, di vario spessore. Questa combinazione di rosso e di nero assume un valore aposematico, in quanto questa specie, così come altre congeneri, può nutrirsi di essenze tossiche, e contribuisce a spiegare il nome inglese di "falene-tigre" (tiger-moths). Lungo i fianchi è visibile una serie di macchie scure a forma di "C", grosso modo corrispondenti alla linea degli spiracoli tracheali, mentre ventralmente l'addome appare biancastro.

Le zampe sono robuste e di una tonalità compresa tra il bianco sporco ed il rossastro chiaro.

L'apertura alare è di circa 60 mm.

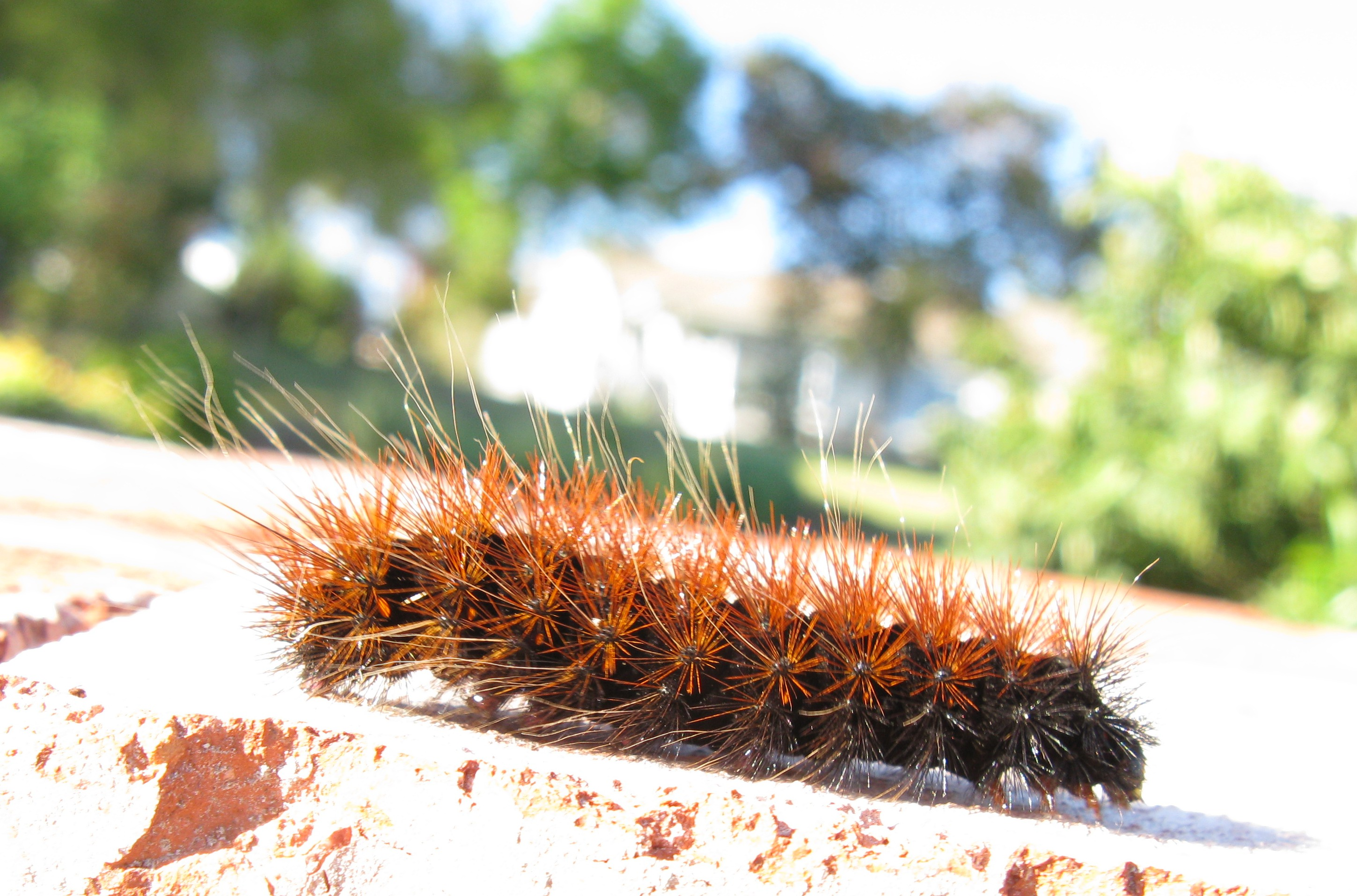
Larva

### Larva
I bruco appare cilindrico, di colore nerastro e ricoperto da una fitta peluria rossiccia con riflessi violacei.

## Distribuzione e habitat

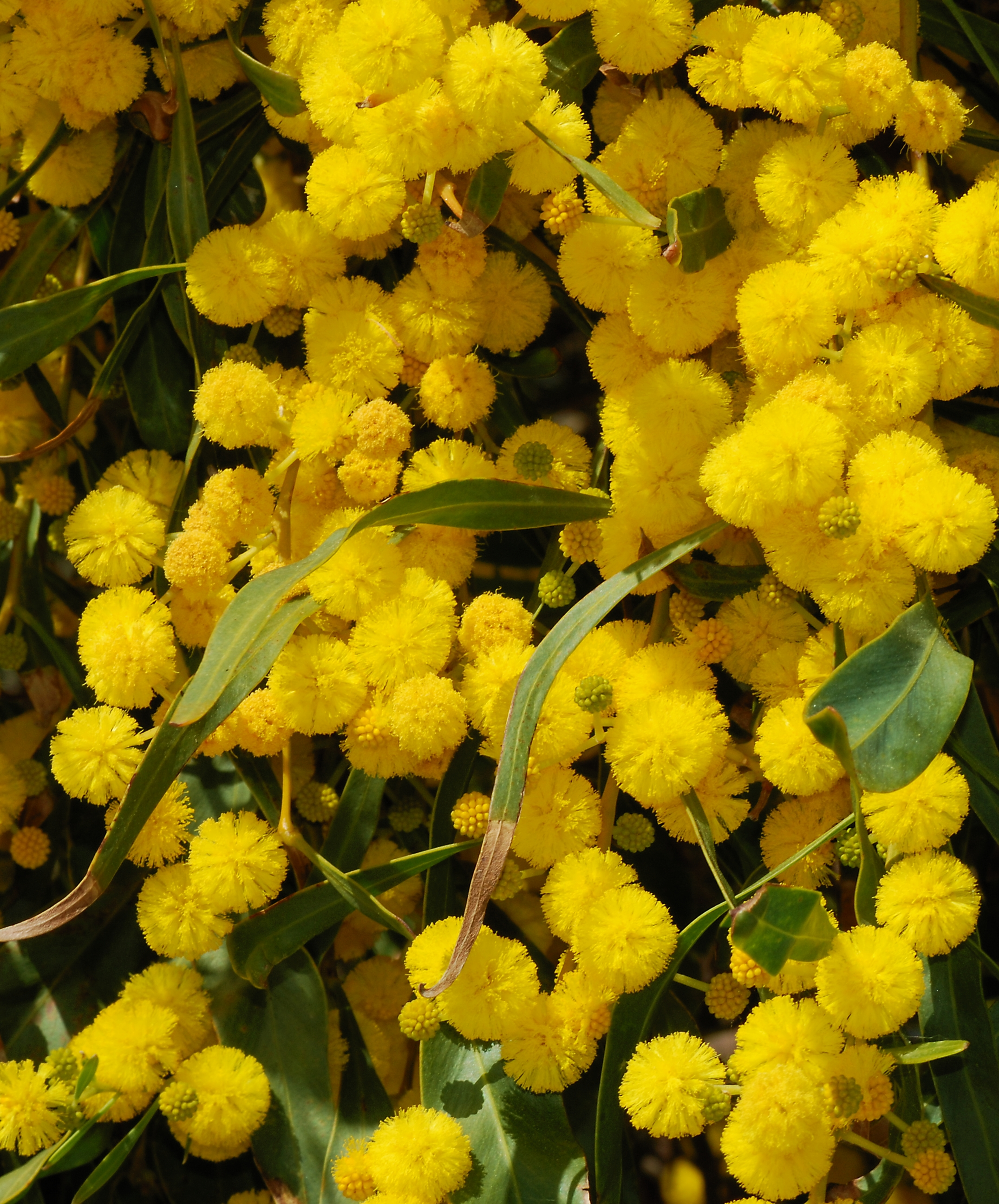
Fiori e foglie di Acacia saligna

Il Sud Africa, che rappresenta l'areale di Rhodogastria amasis

La specie è endemica del Sudafrica (locus typicus).
L'habitat preferenziale è rappresentato da boscaglie aperte, macchie di vegetazione anche eterogenea e giardini, nei quali possono provocare seri danni all'integrità foliare delle piante ospiti.

## Biologia
Quando vengono molestati, gli adulti reagiscono incurvandosi e sollevando l'addome, rendendolo visibile all'aggressore.

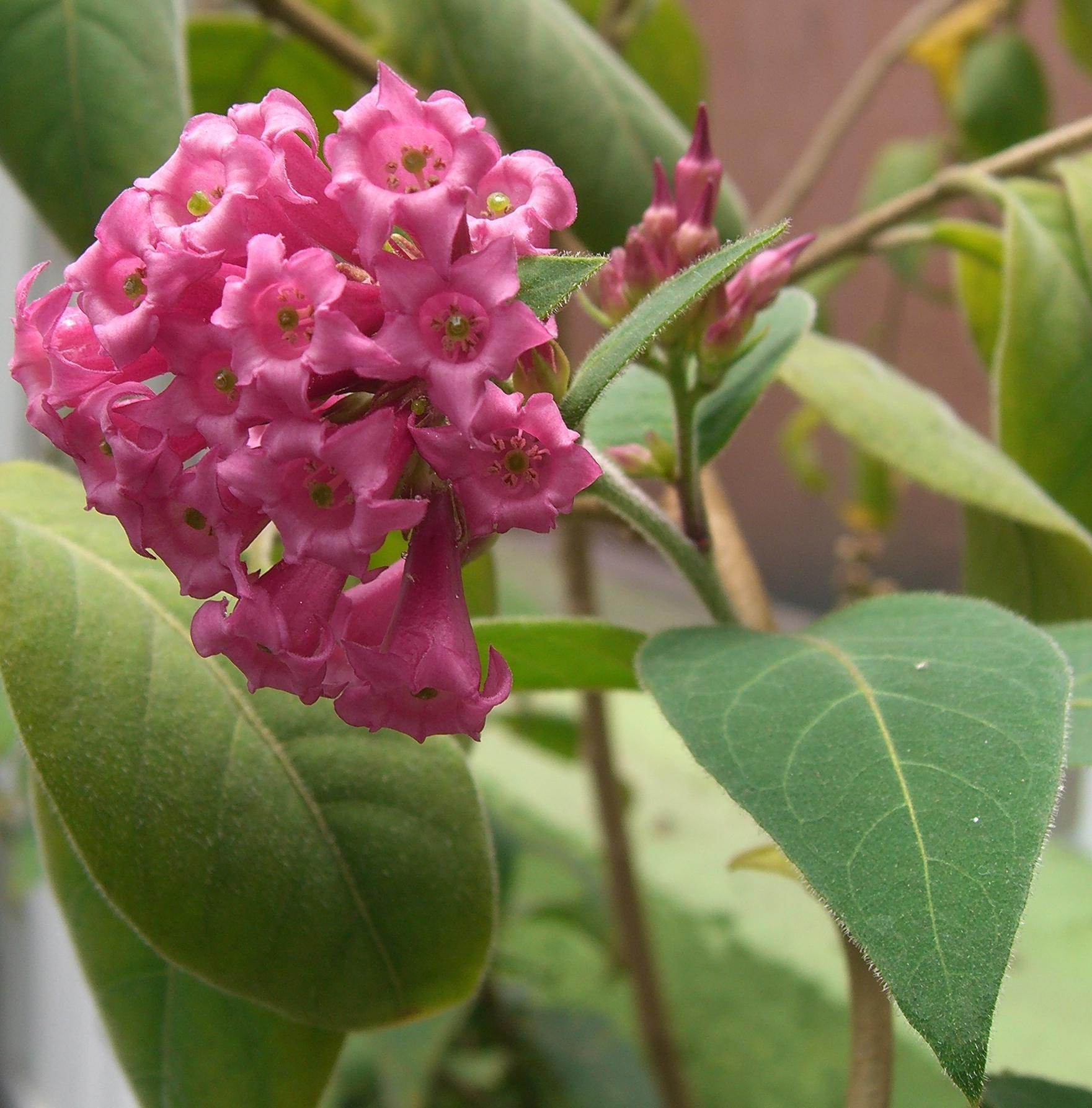
Fiori e foglie di Cestrum elegans

### Alimentazione
I bruchi sono polifagi e tendono ad attaccare di solito le foglie più tenere di svariati generi e specie tra cui:
- Acacia sp. Mill. (Fabaceae)
- Calodendrum sp. Thunb. (Rutaceae)
- Cassia sp. L. (Fabaceae)
- Cestrum sp. L. (Solanaceae)
- Chrysanthemoides sp. Tourn. ex Fabr. (Asteraceae)
- Clerodendrum sp. L. (Lamiaceae)
- Cotyledon sp. L. (Crassulaceae)
- Passiflora caerulea L. (Passifloraceae)

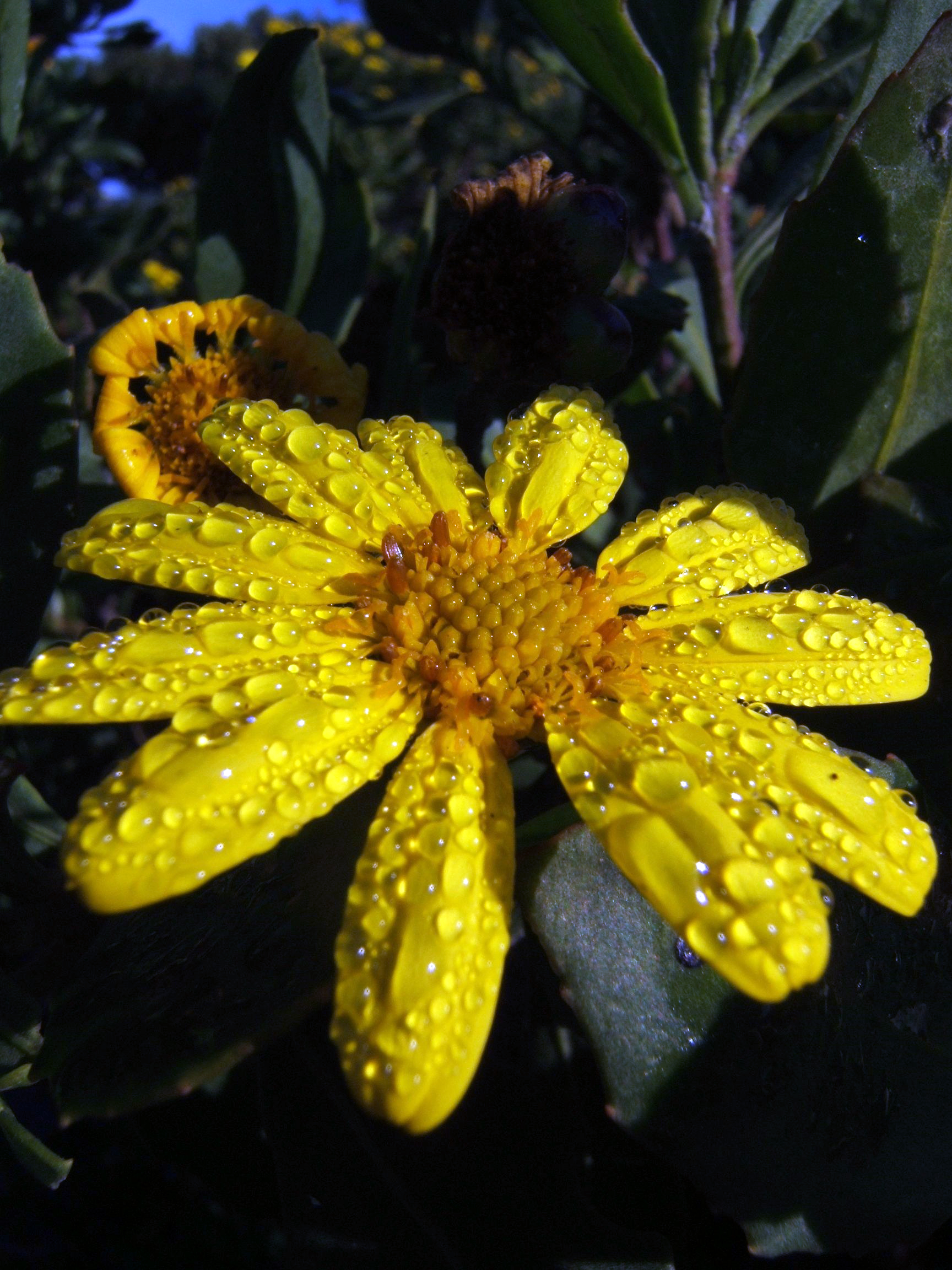
Infiorescenza di Chrysanthemoides monilifera, la sudafricana "Weskusbietou"

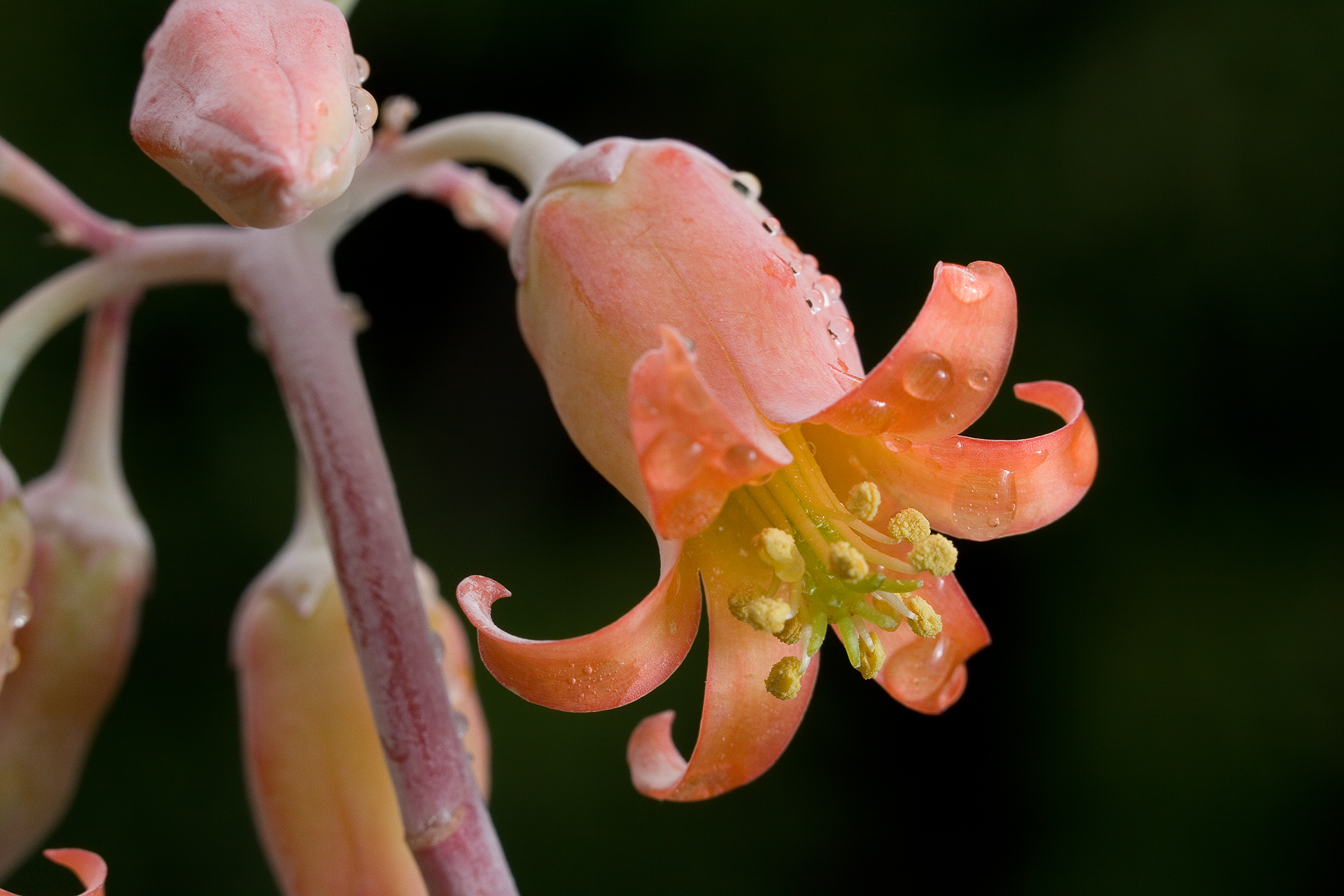
Fiore di Cotyledon orbiculata

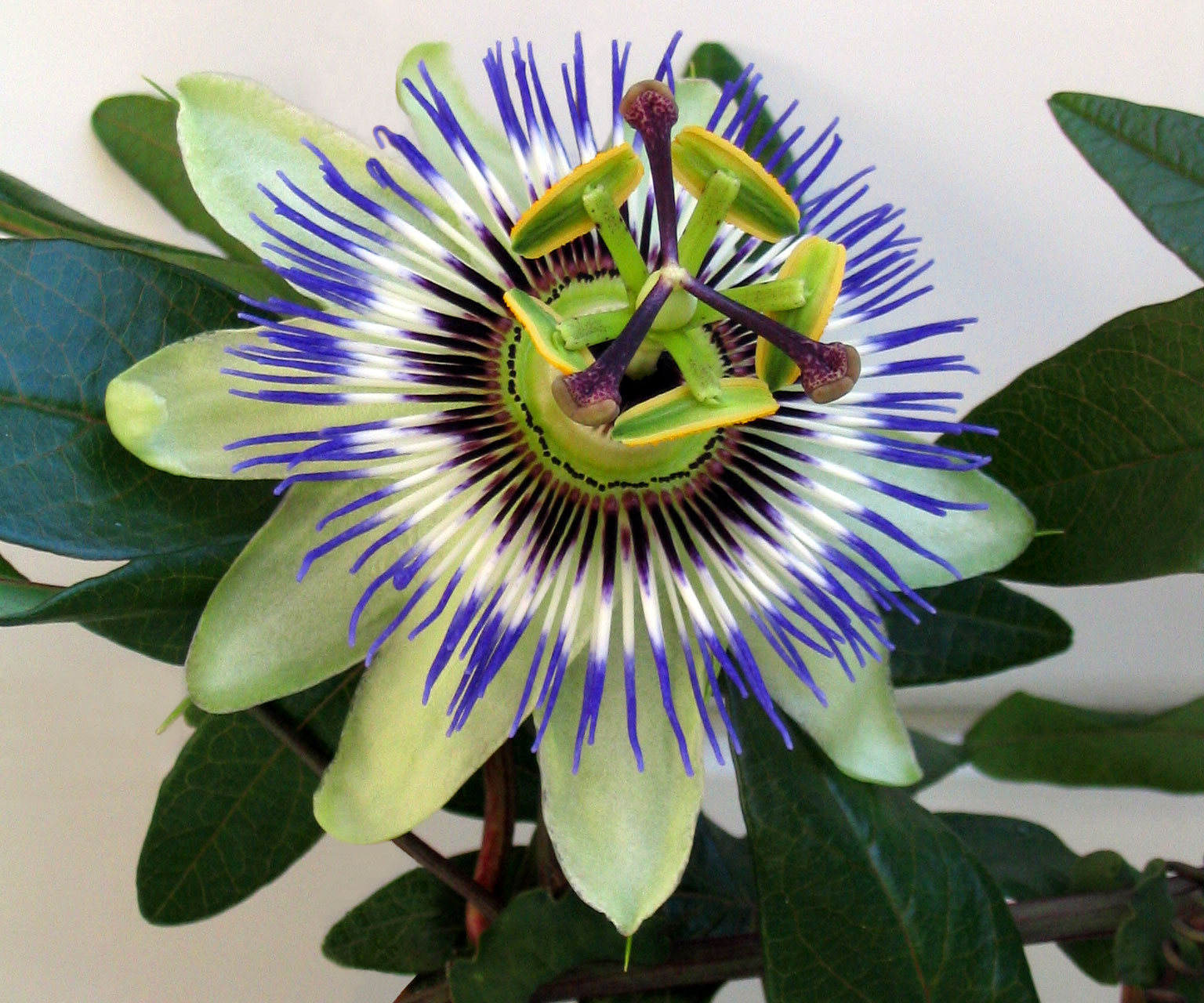
Passiflora caerulea

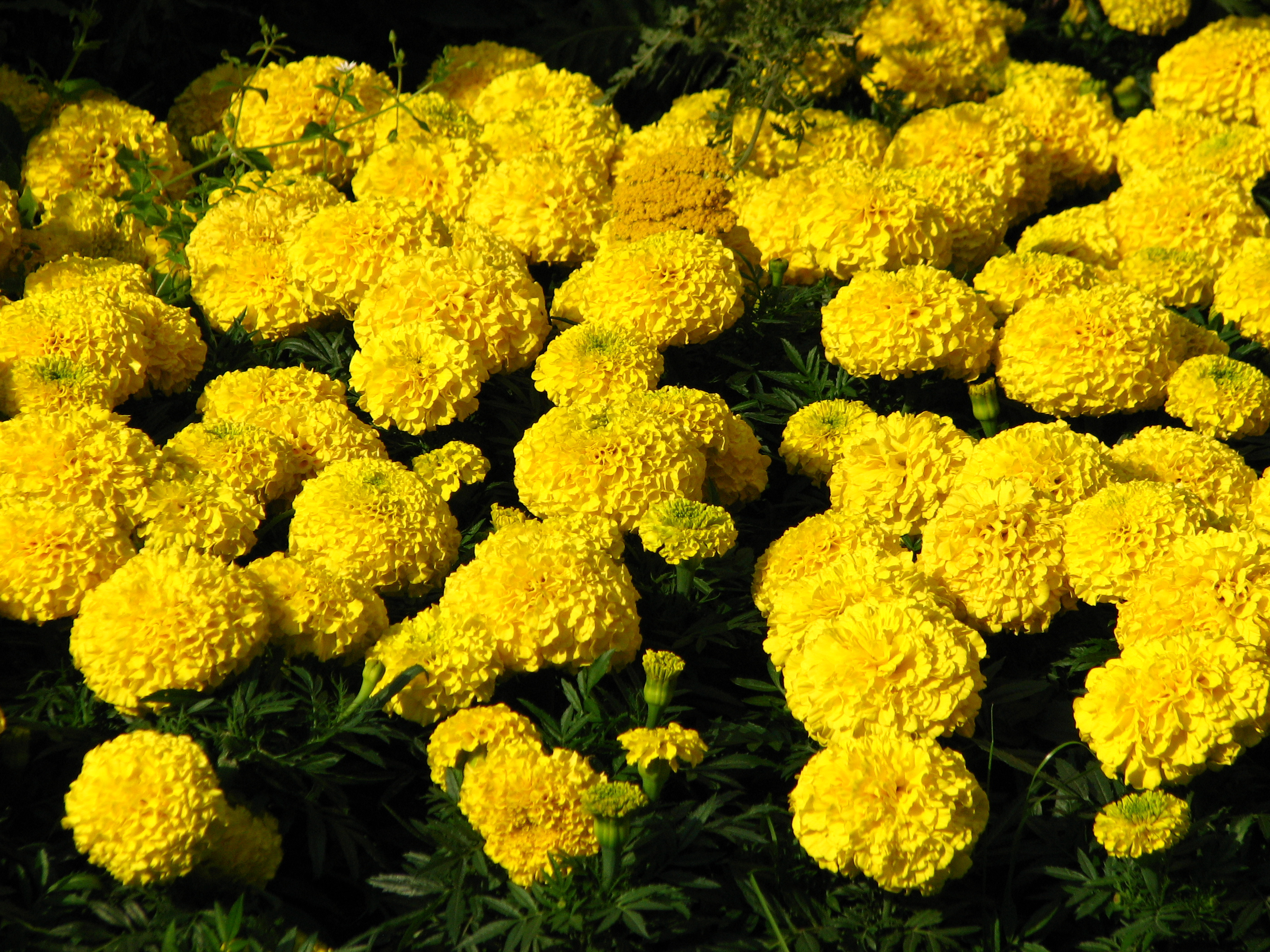
Tagetes erecta

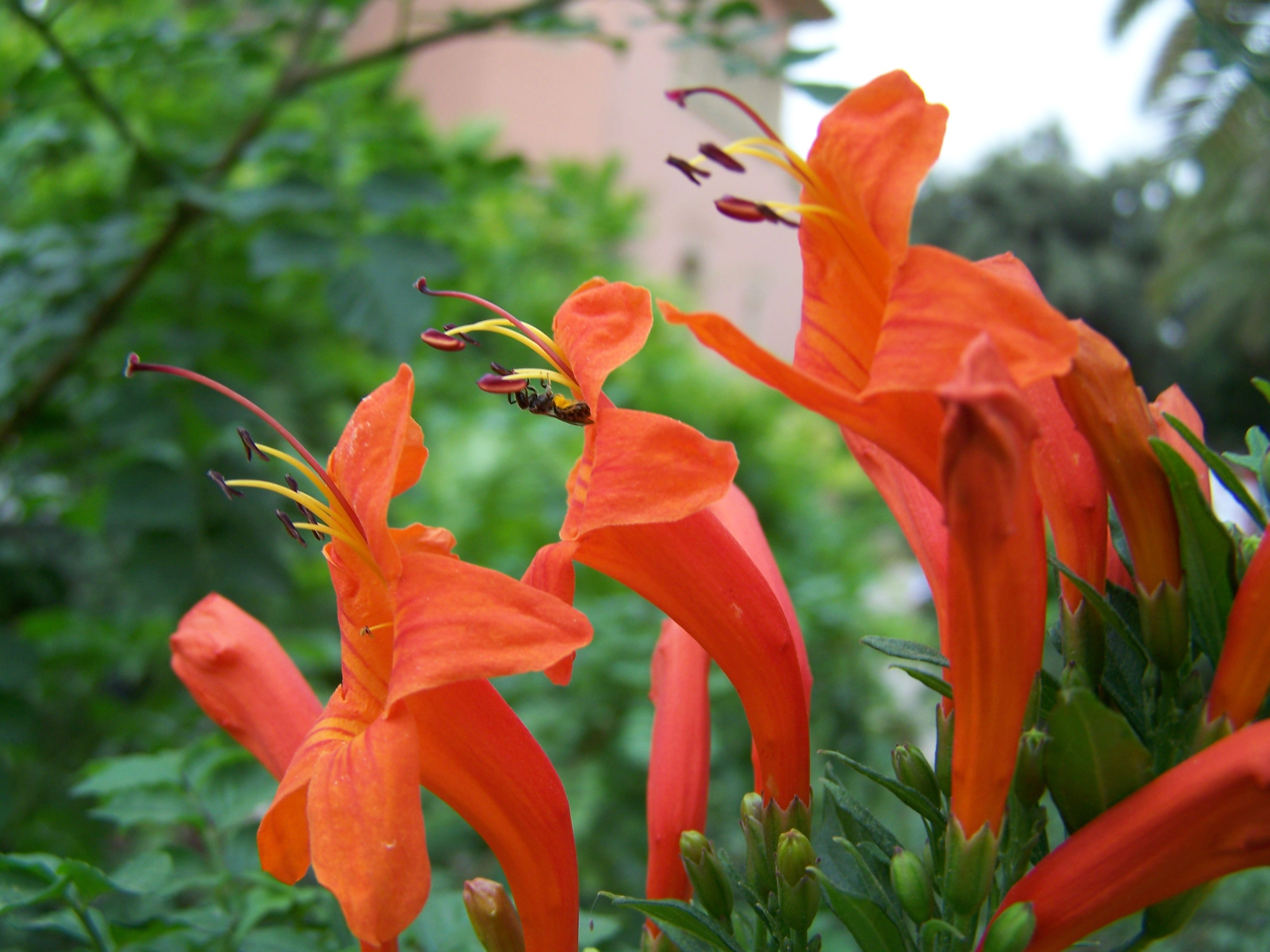
Fiori di Tecoma capensis

- Rhus sp. L. (Anacardiaceae)
- Senecio sp. L. (Asteraceae)
- Tagetes sp. L. (Asteraceae)
- Tecoma sp. Juss. (Bignoniaceae)

## Tassonomia

### Sottospecie
Non sono state riportate sottospecie.

### Sinonimi
Sono stati descritti sette sinonimi:
- Aloa delineata Walker, 1855 - List Spec. Lepid. Insects Colln Br. Mus. 3: 700 - Locus typicus: Port Natal[4]
- Bombyx thunbergii Guérin-Méneville, 1862 - Revue Mag. Zool. (2) 17: 351 - Locus typicus: Africa meridionale[5]
- Chelonia erythronota Boisduval, 1847 - in Delegorgue, Voyage Afr. australe, 2: 598 - Locus typicus: Sud Africa, città di Massilicatzi[6]
- Dionychopus amasis Hampson, 1901 - Cat. Lepid. Phalaenae Br. Mus. 3 : 424, f. 172[7]
- Munychia callipyga Wallengren, 1858 - Öfvers. Vet. Akad. Förh. 15 : 214 - Locus typicus: Sud Africa, Caffraria[8]
- Noctua serici Thunberg, 1781 - Kong. Vetenskaps Acad. Nya Hanldl. 2: 240 - Locus typicus: Giappone (errore, Sud Africa)[9]
- Phalaena amasis Cramer, 1779 - Uitl. Kapellen 3 (17-21): 23, pl. 206, f. B - Locus typicus: Suriname (errore, Sud Africa)[10]

## Galleria d'immagini

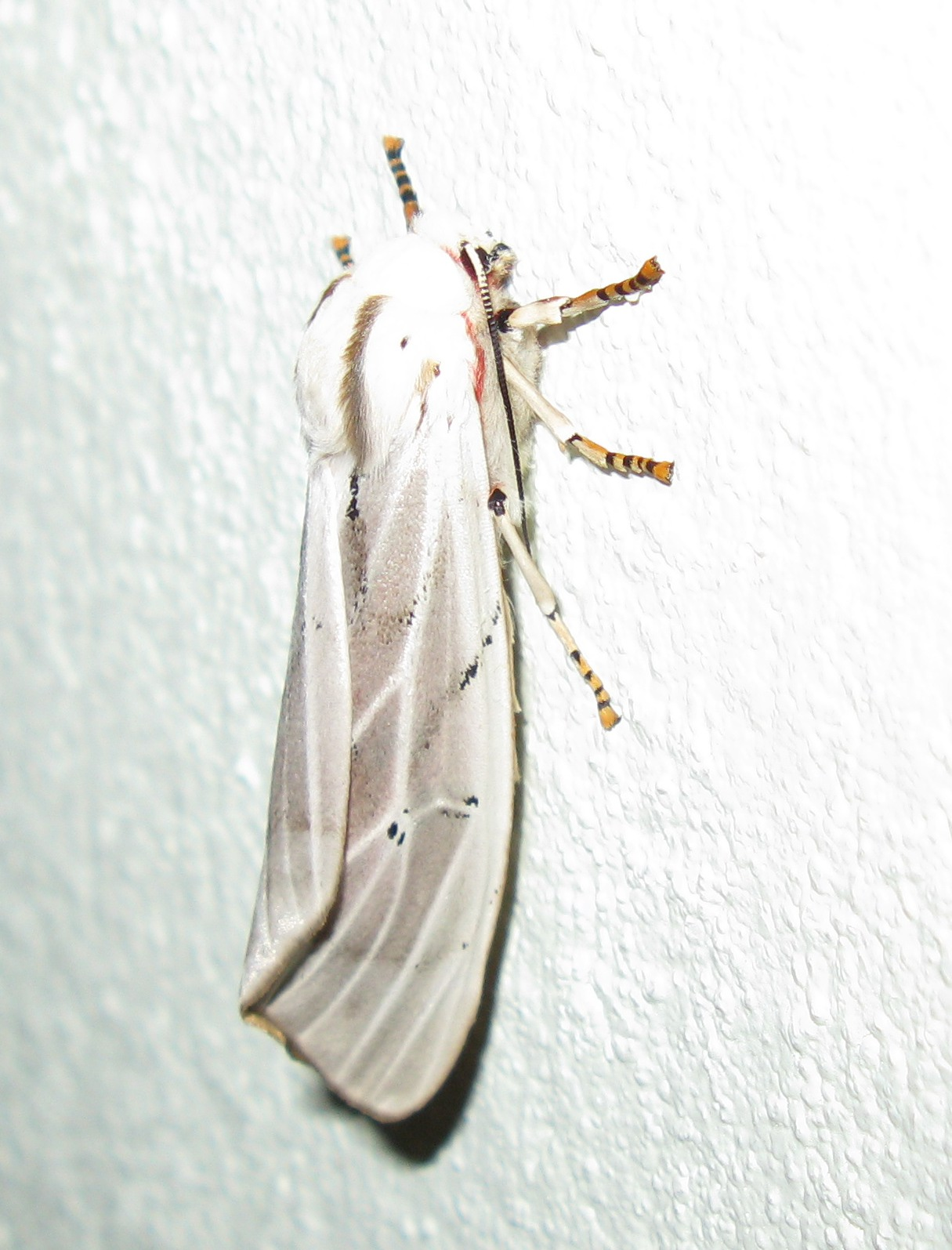
Femmina a riposo
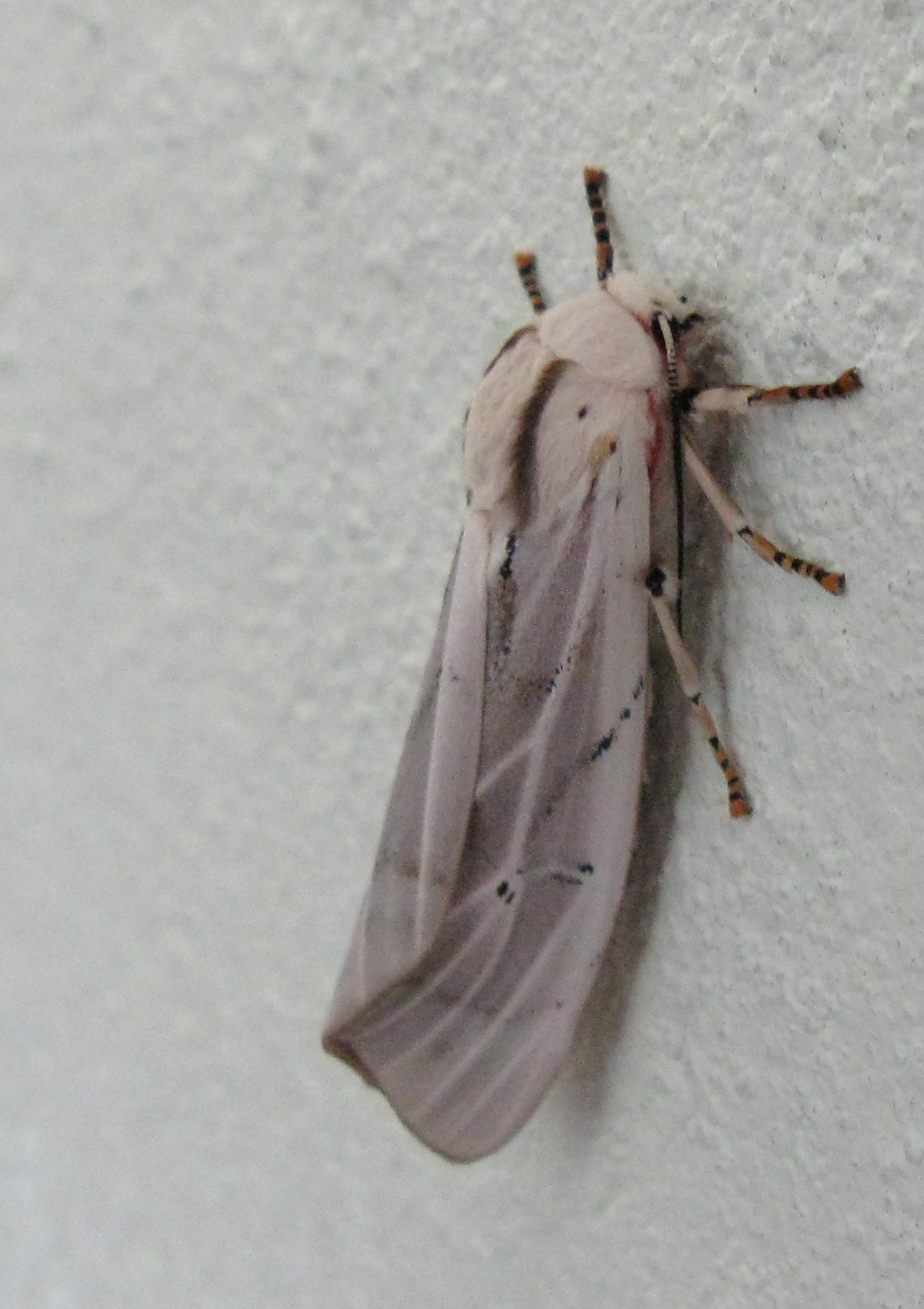
Femmina a riposo
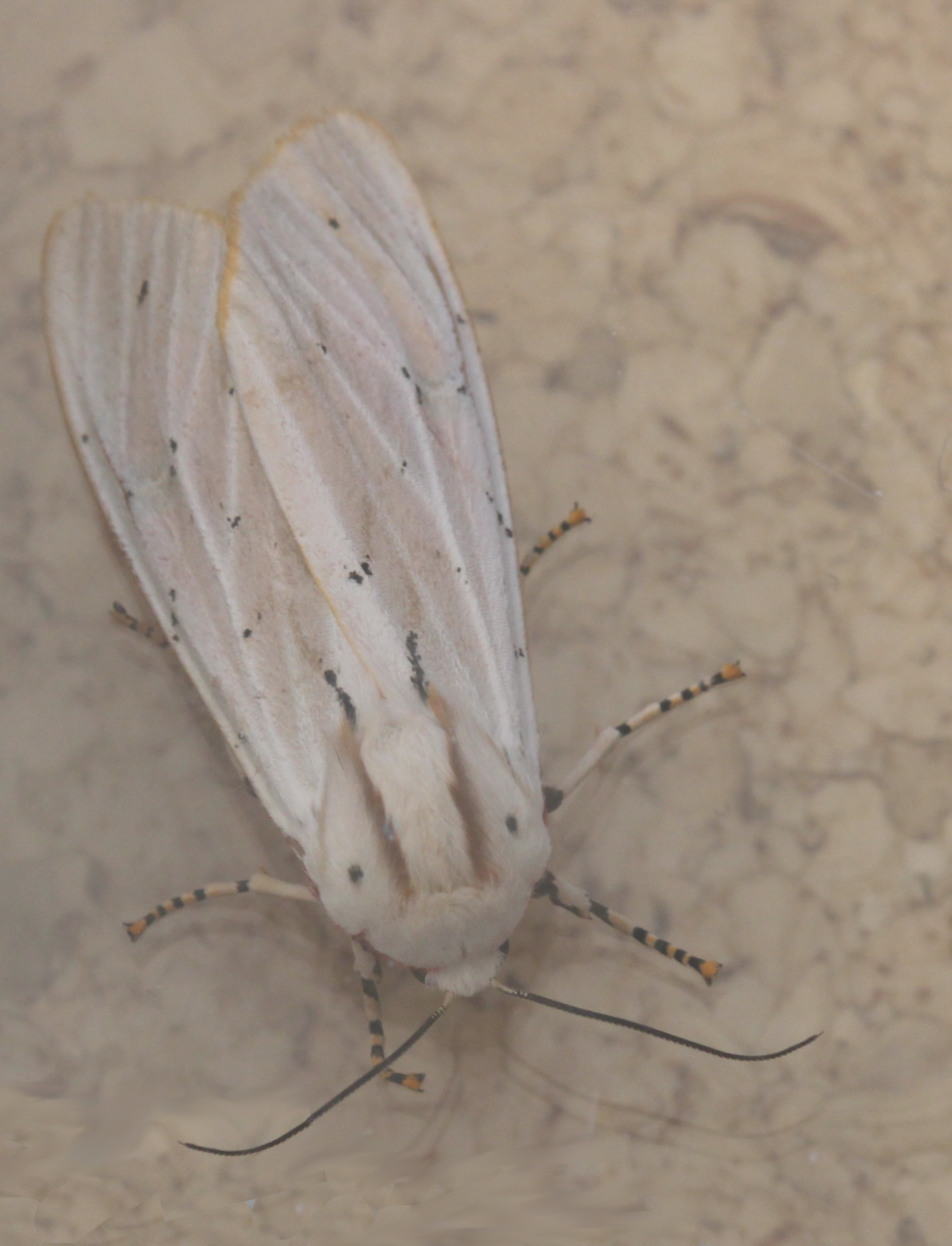
Femmina, reazione iniziale ad un disturbo
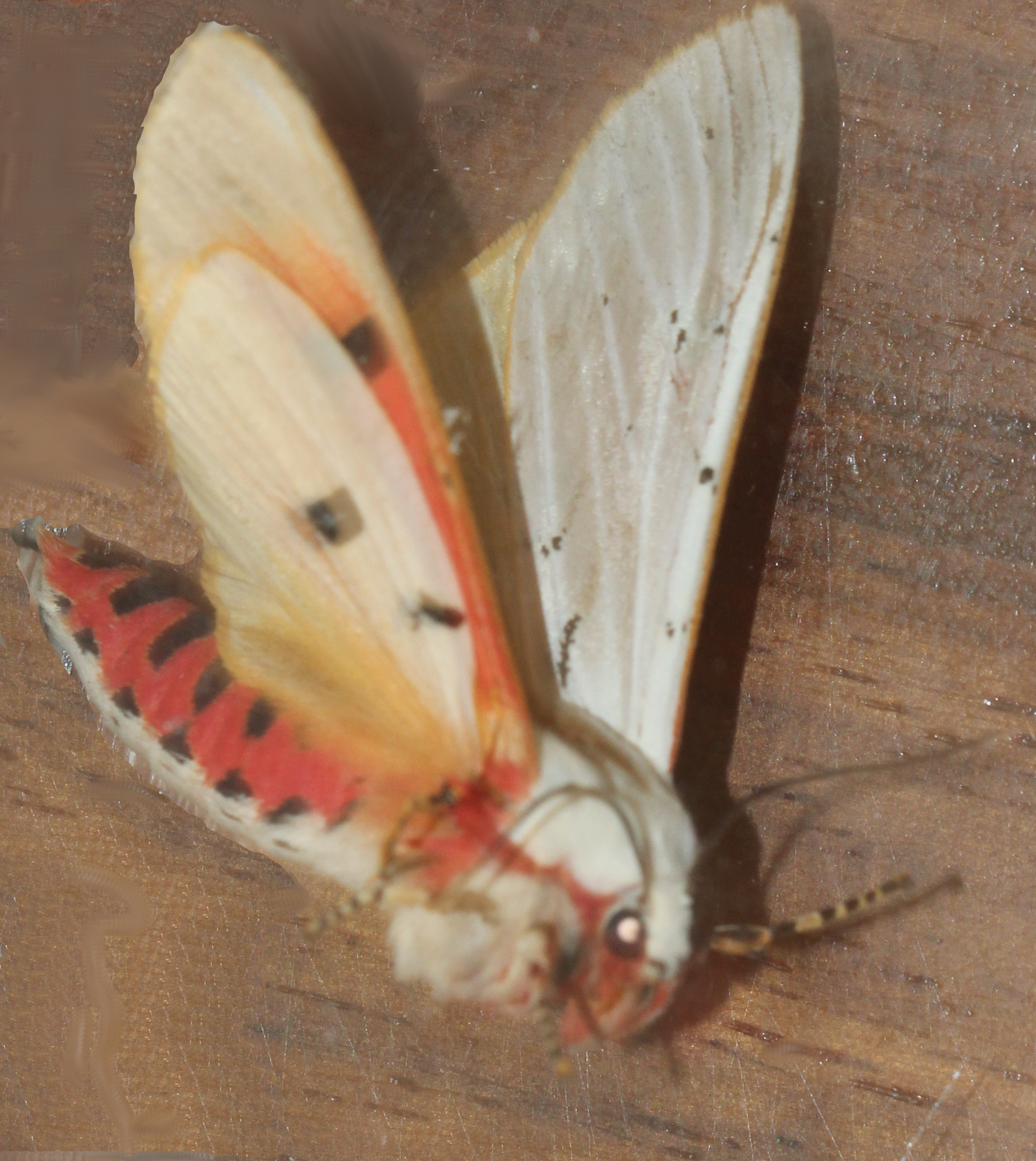
Reazione successiva al disturbo
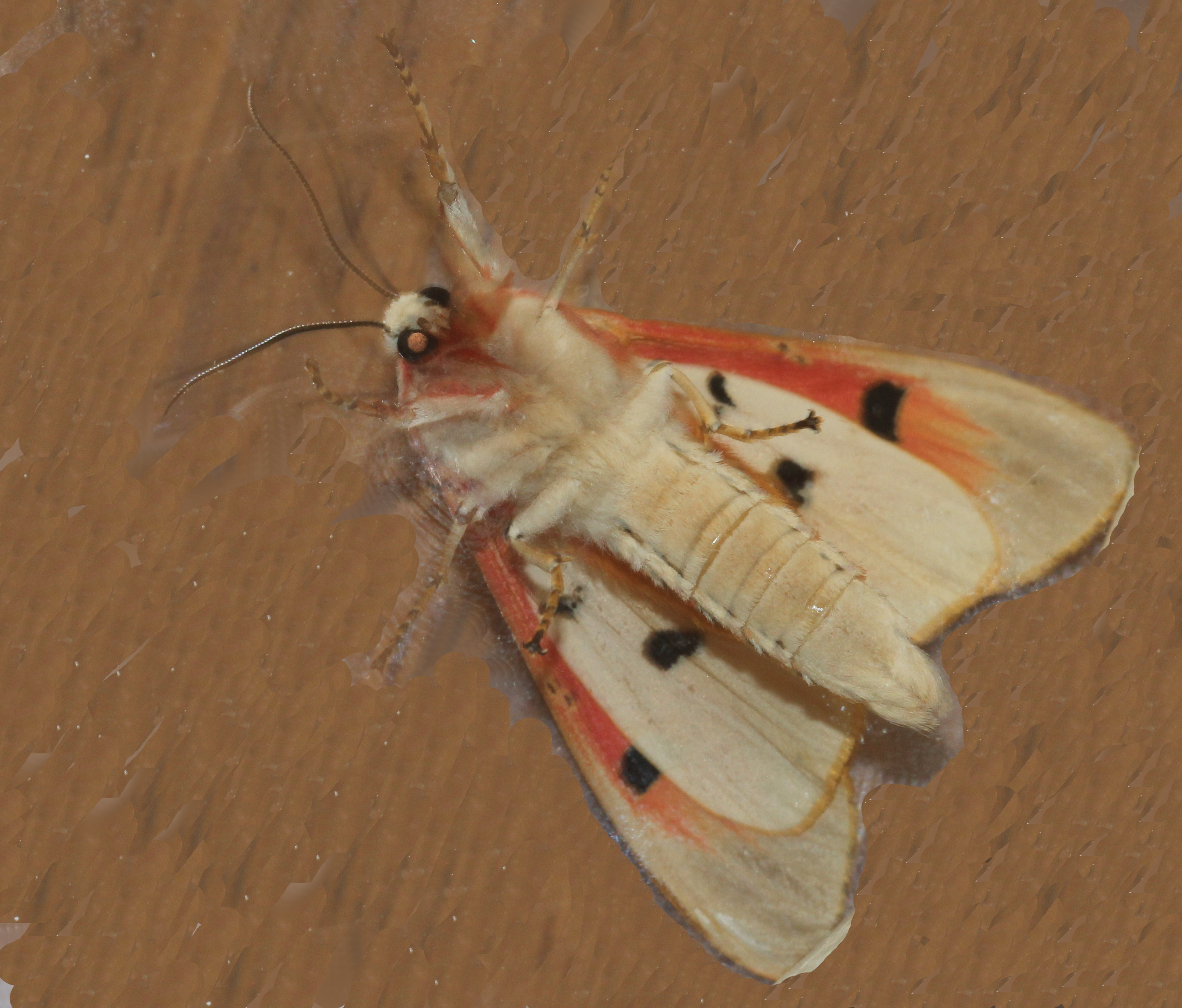
Femmina, verso
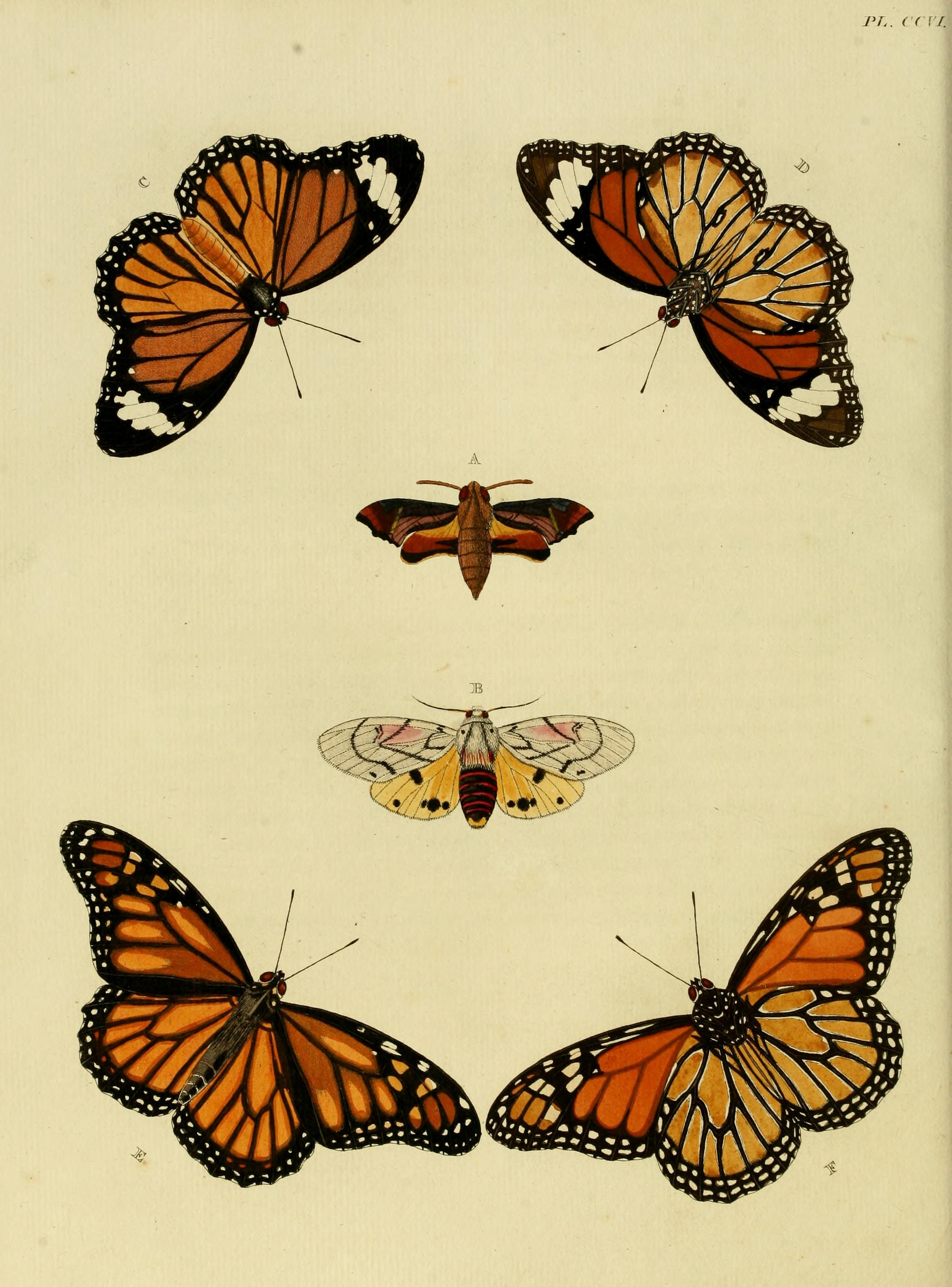
Illustrazione da "Uitlandsche kapellen", vol. 3 di Cramer (1779)
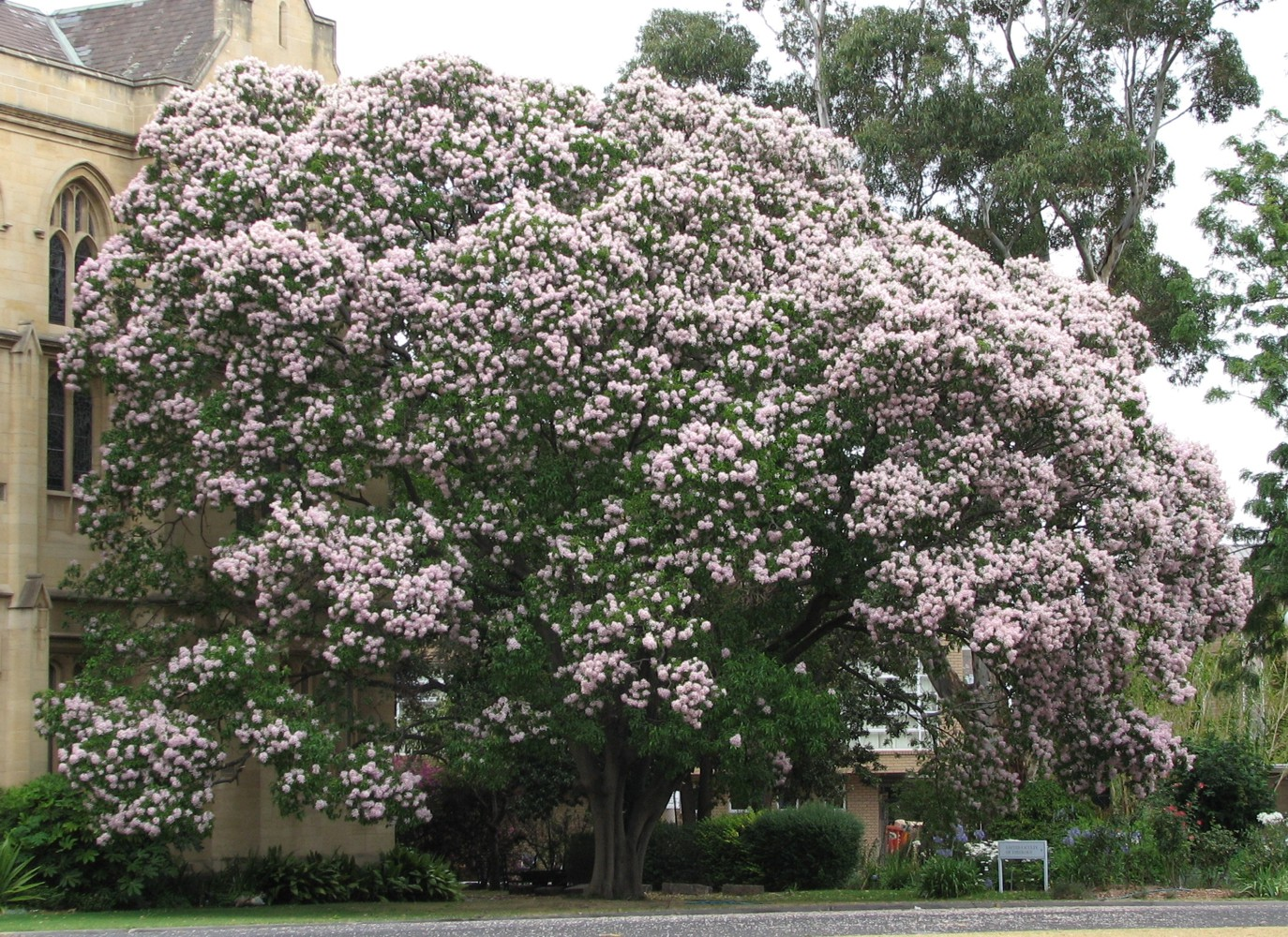
Calodendrum capense, pianta ospite
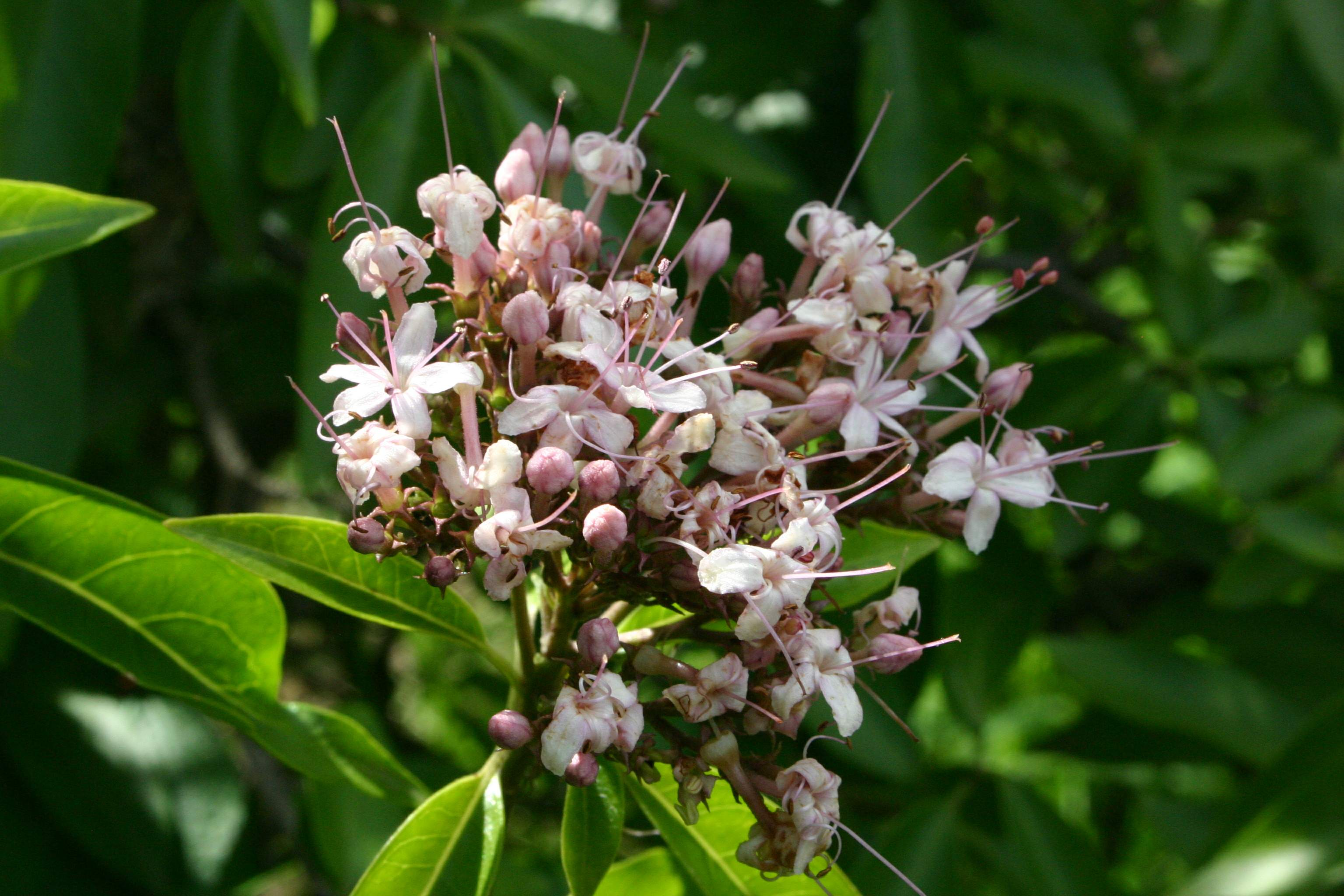
Clerodendrum glabrum, pianta ospite
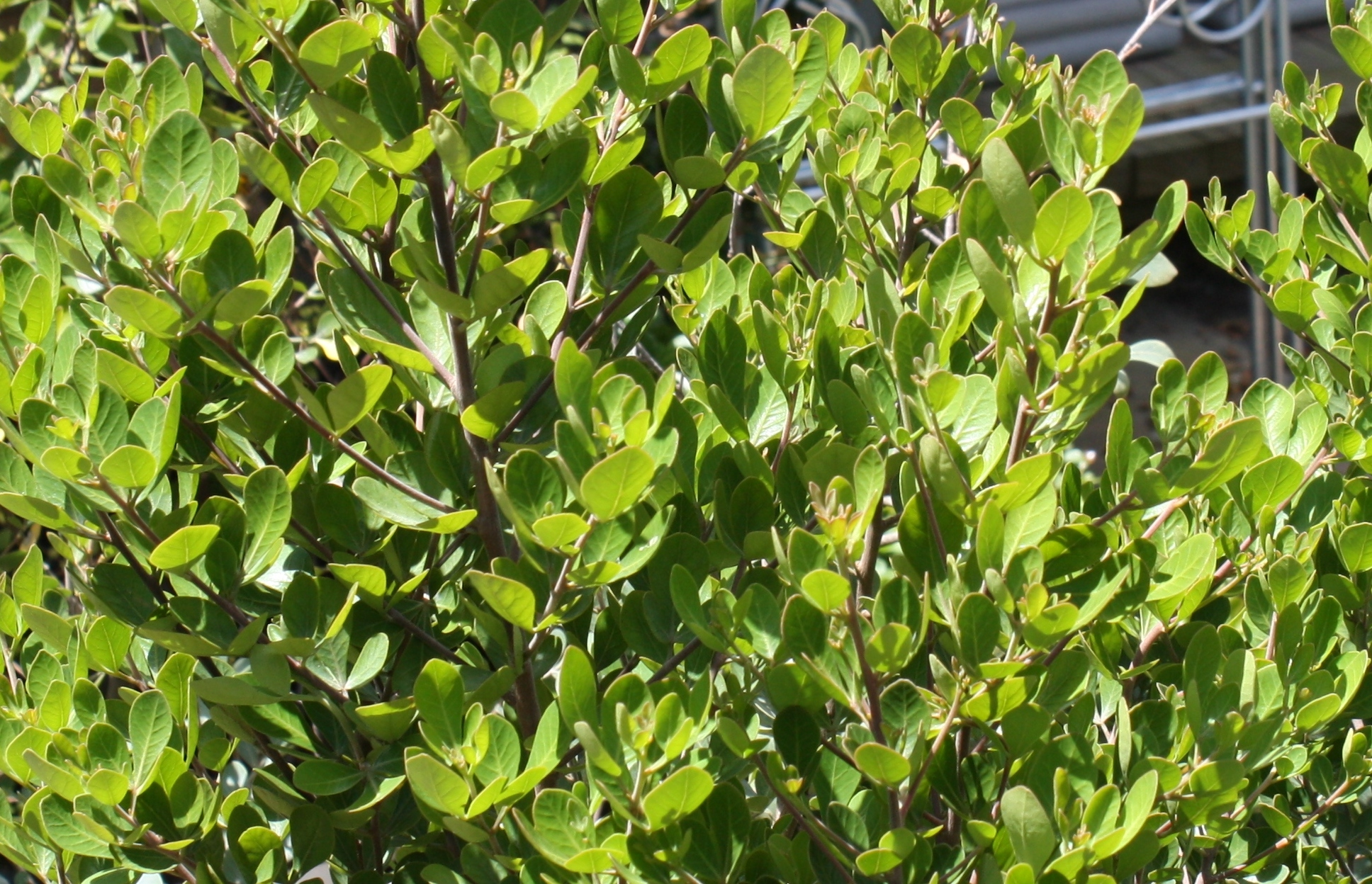
Rhus glauca, pianta ospite
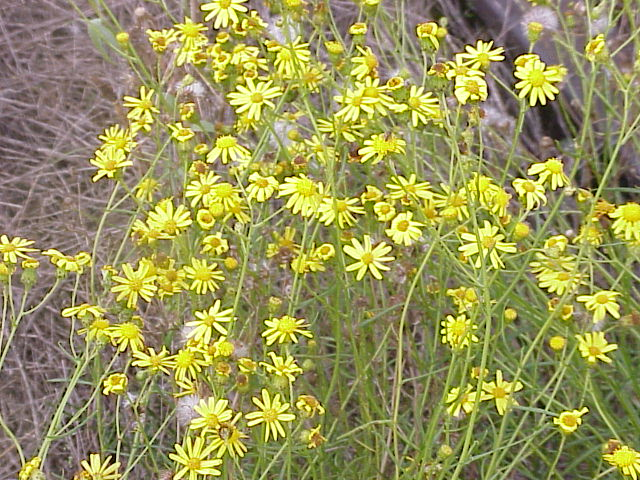
Senecio inaequidens, pianta ospite